# Strada statale 17 var/A Isernia-Castel di Sangro
La strada statale 17 var/A Isernia-Castel di Sangro è una strada statale italiana.
La strada costituisce una variante a scorrimento veloce della strada statale 17 dell'Appennino Abruzzese ed Appulo-Sannitico che si sviluppa tra Castel di Sangro e Isernia.

## Percorso
Il tracciato si snoda per 18,7 km ed offre una corsia per senso di marcia, di larghezza pari a 3,75 metri, con eccezione del tratto tra il km 12+200 ed il km 17+080 dove è stata realizzata una seconda corsia in direzione Castel di Sangro.
L'opera è stata realizzata in diverse fasi. Un primo tronco, denominato "lotto 1" è stato inaugurato nel 2005, inizialmente classificato come NSA 284 dei Tre Confini, collegando Miranda (dal km 0, corrispondente allo svincolo con la strada provinciale 21) a Forlì del Sannio (km 10+300, allacciamento con la strada provinciale 11), per un totale di 10,3 km ed una spesa complessiva di 59,5 milioni di euro.
Un secondo tronco, il "lotto 2", tra Forlì del Sannio (bivio con la strada provinciale 11) e Castel di Sangro (innesto con la strada statale 652 di Fondo Valle Sangro), è stato aperto nel 2011 per ulteriori 8,4 km ed un investimento di 70 milioni di euro.
L'infrastruttura ha richiesto la costruzione di 11 gallerie (Cupacchio, Tre Confini, La Timpa, Ripa, Colacchio, Convento Vecchio, Petrara, Casabona, Costa Martini, Le Vigne, Costa Cavallo), diversi viadotti (i principali 11 sono Forlì, Malafede, Canali Costa Martini, Colle dell’Oca, Vernalde, Purgatorio, Collefava, Castiglione 1, Castiglione 2) ed è dotata di 6 svincoli (Roccasicura, Forlì del Sannio, Innesto SP 86, Le Vigne, Strada provinciale Castiglione, Castel di Sangro).

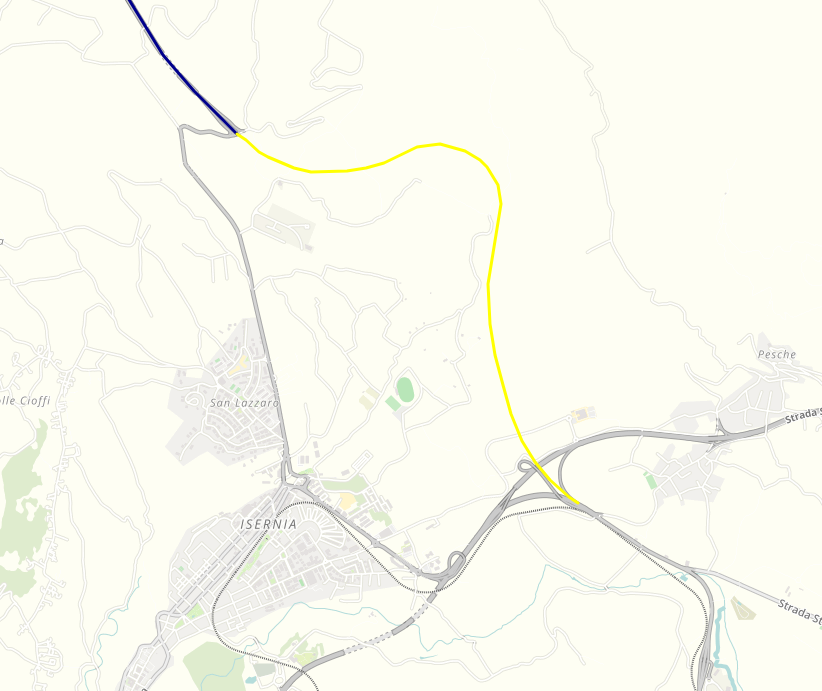
Il tracciato del lotto 0 in fase di realizzazione tra il bivio di Pesche e Miranda

## Progetti
È progettazione il Lotto 0, che andrebbe a collegare il bivio di Pesche (al km 181+500 della SS 17) ed il km 0 a Miranda, per un totale di 5,45 km, che si svilupperebbe in due gallerie (per un totale di 900 metri) ed 8 viadotti (per un totale di 1,64 km). Tre gli svincoli previsti: Isernia Nord, Università e Miranda. Il nuovo tronco, dal costo previsto di 130 milioni di euro, consentirebbe una alternativa più scorrevole all'attraversamento urbano di Isernia, non solo per gli utenti della SS 17, ma anche per gli automobilisti della SS650 che potrebbero accedere all'attuale strada, bypassando il centro abitato.